# Skutková podstata
Skutková podstata je souhrn typických, základních, právně relevantních znaků určitého právního institutu (například: trestného činu). Pokud osoba naplní svým jednáním takové znaky (například spáchá trestný čin), naplní skutkovou podstatu, což s sebou přináší právní následky stanovené příslušnou právní normou. Pomocí znaků skutkové podstaty je vyjádřen základní charakter, význam a důvod existence daného právního institutu (u trestného činu je to společenská nebezpečnost takového činu, jehož páchání společnost zakazuje). Jako znaky skutkové podstaty jsou vybírány jen ty nejzávažnější (ty, před kterými se, v případě trestných činů, chce společnost chránit – u vraždy či zabití je to úmyslné usmrcení jiného člověka, nikoli už přesný způsob, čas, místo takového usmrcení), a nezohledňují se ostatní součásti daného skutkového děje, tedy detailního průběhu dané události.
V československém trestním právu bylo naplnění skutkové podstaty v teorii vykládáno jako formální znak trestnosti činu, zatímco materiální znak trestnosti byl vyjádřen obecnou formulací v úvodu trestního zákoníku. Ve skutečnosti však speciální část trestního zákona v popisech jednotlivých skutkových podstat specifikovala, byť nedůsledně a mnohde jen nepřímo, tedy kontextem daným nadpisy a členěním, i materiální znaky, tedy konkrétní zájmy, které příslušnými druhy činů mohou být poškozeny. V praxi docházelo jen zcela výjimečně k případům, kdy by při naplněných formálních znacích skutkové podstaty soud konstatoval nenaplnění materiálního znaku trestného činu; podle judikatury nejvyššího soudu naplnění formální skutkové podstaty obecně implikuje i naplnění materiální podstaty trestného činu.
O naplnění skutkové podstaty trestného činu se jedná i v případě jednání osob bez trestní odpovědnosti, na které se trestní předpisy přímo nevztahují, ale související předpisy užívají pojmu „čin jinak trestný“.
Základním tříděním skutkových podstat v trestním právu je třídění na skutkové podstaty základní, kvalifikované (přísněji trestné kvůli vyšší nebezpečnosti jednání) a privilegované (výjimečně mírněji trestné kvůli nižší nebezpečnosti). U dvou posledně jmenovaných přistoupily ke znakům základní skutkové podstaty některé právně relevantní znaky další.
Pomocí znaků skutkových podstat (zvláště znaků zvláštních, viz níže) se od sebe odlišují jednotlivé trestné činy. Naplnění skutkové podstaty znamená (pokud je takový čin i společensky nebezpečný) spáchání příslušného trestného činu (jedním skutkem lze spáchat i více trestných činů). Skutková podstata zahrnuje tzv. typové znaky trestného činu (vedle toho existují ještě tzv. obecné znaky trestného činu zahrnující věk a příčetnost pachatele, které ovšem nejsou součástí skutkové podstaty, viz níže).

## Obligatorní znaky skutkové podstaty
- objekt (právní statek, který je jednáním porušen či ohrožen)
- objektivní stránka (jednání - konání či opominutí a příčinná souvislost mezi jednáním a následkem)
- subjekt (pachatel)
- subjektivní stránka (vnitřní psychický vztah pachatele k jeho protiprávnímu chování a zavinění - úmysl či nedbalost, příp. někdy je stanovena i pohnutka)

## Fakultativní znaky skutkové podstaty
Patří zde např. místo a čas spáchání trestného činu. Pokud je nějaký fakultativní znak vyjádřen ve skutkové podstatě pak se z tohoto fakultativního znaku stává znak obligatorní.
Pro naplnění skutkové podstaty a tím pro spáchání trestného činu musí být naplněny vždy všechny uvedené znaky. Výraz „skutková podstata“ se běžně užívá i u nekalé soutěže, kde představuje jednotlivý případ nekalosoutěžního jednání.